# Tinodes muticus
Tinodes muticus är en nattsländeart som beskrevs av Luisa Eugenia Navas 1924. Tinodes muticus ingår i släktet Tinodes och familjen tunnelnattsländor. Inga underarter finns listade i Catalogue of Life.